# Mimoxylamia gentyi
Mimoxylamia gentyi là một loài bọ cánh cứng trong họ Cerambycidae.